# لين بوين
لين بوين هي مؤرخة وكاتِبة وصحفية كندية، ولدت في 22 أغسطس 1940.